# 大垣市立星和中学校
大垣市立星和中学校（おおがきしりつせいわちゅうがっこう）は、岐阜県大垣市楽田町六丁目にある市立の中学校。
1982年（昭和57年）開校。
星和の由来は、郷土の偉人梁川星巌の星、そして希望、目標を表す星、和は和合の和であると共に平和の和から。
2011年（平成23年度）で、創立30周年となった。

## 概要
- 創立：1982年（昭和57年）
- 校地面積：32,000m2
- 総工費：14億6250万円
- 教育目標：厳しく豊かに生き生きと実践する生徒の育成
- 所在地：岐阜県大垣市楽田町六丁目60番地

## 歴史
- 1982年（昭和57年） - 星和中学校開設、体育祭開始、学校祭開始、校内駅伝大会開始、校内書初め展開始
- 1983年（昭和58年） - ふれあいコンサート開始、球技大会開始、日本縦断マラソン開始
- 1984年（昭和59年） - 無言清掃開始、黙思開始
- 1986年（昭和61年） - スポーツテスト開始
- 1987年（昭和62年） - 国際交流会開始、外国人英語教師開始
- 1988年（昭和63年） - 岐阜テスト開始、長縄大会開始
- 1991年（平成3年） - 頭髪自由化、学生帽廃止
- 1992年（平成4年） - 合唱コンクール開始、福祉フェスティバル開始
- 1994年（平成6年） - 体育着デザイン変更
- 2003年（平成15年） - 女子夏服の棒タイ廃止、学生鞄デザイン変更

## 通学区域
- 中川町1丁目、2丁目、3丁目、4丁目
- 中野町2丁目、3丁目、4丁目、5丁目
- 曽根町1丁目、2丁目、3丁目
- 貝曽根町（153、154、155の1から155の5、156の1から156の3、157、158の1から158の3、159から161、162の1、162の2、163の1から163の3、164の1、164の2、165から168、169の1から169の3、170から172、173の1、174の1から174の4、175の1、175の2を除く）
- 赤花町1丁目、2丁目
- 坂下町
- 楽田町1丁目、2丁目、3丁目、4丁目、5丁目、6丁目、7丁目、8丁目
- 北方町1丁目、2丁目、3丁目、4丁目、5丁目
- 領家町1丁目、2丁目、3丁目
- 西之川町1丁目、2丁目
- 三津屋町1丁目、2丁目、3丁目、4丁目、5丁目
- 津村町1丁目、2丁目、3丁目、4丁目、5丁目
- 津村町
- 大島町1丁目、2丁目、3丁目1
- 開発町1丁目、2丁目、3丁目、4丁目、5丁目
- 和合新町
- 和合新町1丁目、2丁目
- 和合本町1丁目、2丁目
- 新開町

## 進学前小学校
- 中川小学校
- 小野小学校通学区域の一部（津村町1-5丁目、大島町1-3丁目、開発町1-5丁目、和合新町、和合新町1・2丁目、和合本町1・2丁目、新開町）

## 特色

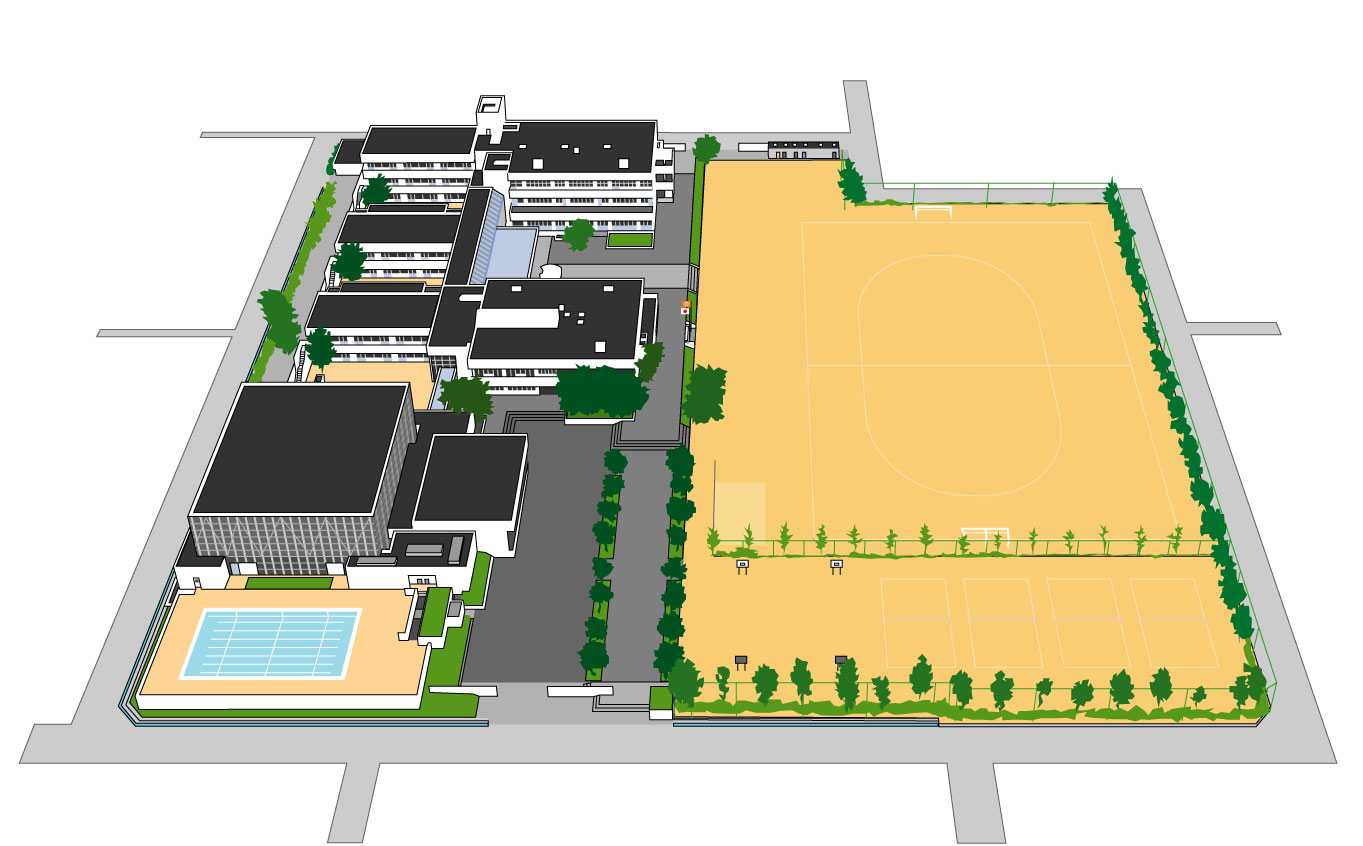
学校の外観

ユニークな設計の校舎
吹き抜け空間をもつ明るく広い昇降口、機能的に配置された各種教室、教育の多様化を考えられた多目的ホール、空間を巧みに生かした学年ごとの中庭、総ガラス張りの明るく広い屋内運動場や格技場そして広々としたグラウンドなど、従来の学校のイメージとは異なった教育環境を形成している。
無言清掃
掃除時間中、全生徒が無言で清掃活動に取り組んでいる。

## 学校行事
- 現在の学校行事
  - 合唱コンクール
  - 修学旅行（東京方面、東京ディズニーランド見学）
  - 二年生漁村宿泊研修（福井県神子）
  - 福祉集会（平成28年度より、規模の縮小とともに「福祉フェスティバル」から改称）
  - 体育大会
- 過去の学校行事
  - 長縄大会
  - 一年生伊吹山登山（飯盒炊爨、キャンプファイヤー）
  - 二年生野外学習（関ヶ原少年自然の家）
  - 球技大会
  - 修学旅行（房総、東京方面、後楽園球場野球観戦、地引網体験、農業体験研修）
  - 学校祭（文化祭）
  - 百人一首大会
  - 日本縦断マラソン（健康促進の一環として、1983年（昭和58年）に開始。十二月始めから一月末まで、掃除終了後に10分間学校外周をランニングする。日本縦断とは「大垣市から稚内市までの直線距離1944km」を意味し、全校生徒の走行距離を合計して走破することを目的としている。マラソン中はBGMとして、『ライディーン』、『レイダースマーチ』、『ロッキーのテーマ』、『TRUTH』などが流れた。）
  - 校内駅伝大会
  - 二年生スキー研修（御嶽山）

## 部活動
- 運動系部活動
  - 剣道部(男女)
  - サッカー部(男女)
  - ソフトテニス部(女)
  - 卓球部(男)
  - なぎなた部(女)
  - バスケットボール部(男女)
  - バドミントン部(男女)
  - バレーボール部(女)
  - ハンドボール部(男女)
  - 野球部(男)

- 文化系部活動
  - 国際ボランティア部(男女)
  - 合唱部(女)
  - パソコン部(男女)

### 主な実績
- 1986年（昭和61年） - 東海大会出場（野球部）、県大会出場（剣道部、柔道部、ハンドボール部、陸上部）
- 1988年（昭和63年） - 東海大会出場（陸上部）、県大会出場（バドミントン部）
- 1989年（平成元年） - 東海大会出場（陸上部）、県大会出場（水泳部、柔道部、体操部、バドミントン部）
- 1990年（平成2年） - 全国大会出場（陸上部）、県大会出場（水泳部、卓球部、バドミントン部、ハンドボール部）
- 1991年（平成3年） - 東海大会出場（剣道部、陸上部）、県大会出場（柔道部、卓球部、バドミントン部）
- 1992年（平成4年） - 全国大会出場（柔道部）、東海大会出場（バドミントン部）、県大会出場（剣道部、バドミントン部、陸上部、ハンドボール部）
- 1993年（平成5年） - 県大会出場（ハンドボール部）
- 1994年（平成6年） - 県大会出場（ハンドボール部、バスケット部、野球部）
- 1995年（平成7年） - 県大会出場（ハンドボール部）
- 2003年（平成15年） - 東海大会出場（バドミントン部）、県大会出場（ハンドボール部）
- 2004年（平成16年） - 県大会出場（バドミントン部）
- 2017年（平成29年） - 中部大会出場（合唱部・銀賞）、NHK全国学校音楽コンクール東海北陸大会出場（合唱部・銅賞）

## 星和のレリーフ

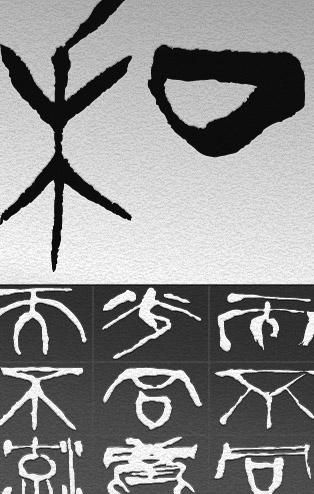
星和のレリーフの一部

生徒昇降口に、校名「星和」を取り入れた大レリーフが飾られており、その大意は以下の通りである。
星月皎潔明河在天（星月皎潔にして、明河天に在り）
「白く清らかな星月夜で、天の川がくっきり浮かんでいる」の意
和為貴（和を貴しと為す）
「なにをやっていくにも人と人との和がなくてはできるものではない。和こそ尊ぶべき道である」という有子（孔子の弟子）のことば
和而不同（和して同ぜず）
「君子は人と和合するが雷同はしない。他者と真実をもって和合してやっていくことは大事である。しかし非理に付和雷同しない心がけが大切である」という孔子のことば
和光同塵（その光を和しその塵に同ず）
「きらびやかな才知高名の光を和やかに、世の中では自分だけが清く正しいという態度は取らず、みんなの中に同化していくのがよい」の意
和而不流（和すれどもしかも流ぜず）
「すべての人と調和を保っているが、さりとて世間一般の風潮に流されるようなことはしない」という孔子のことば

## 福祉宣言
第1回福祉フェスティバル（1991年（平成3年）12月1日）の際に福祉宣言が行われた。その内容は以下の通りである。
私達は人間としての生き方を
厳しく見つめ
人の痛みが我が身にしみる
豊かな心をもち
互いに認め支え励まし合いながら
「ぬくもりの街・星和」をめざし
共に生きぬくことを
ここに誓います

## 交通アクセス
- JR東海道本線大垣駅より徒歩30分

## 学校周辺
- 岐阜県立大垣北高等学校
- 岐阜県立大垣商業高等学校

## 著名な出身者
- 高田茉優（バレーボール選手 - イビデンレグルス ← 岡山シーガルズ）